# 피에트라 교

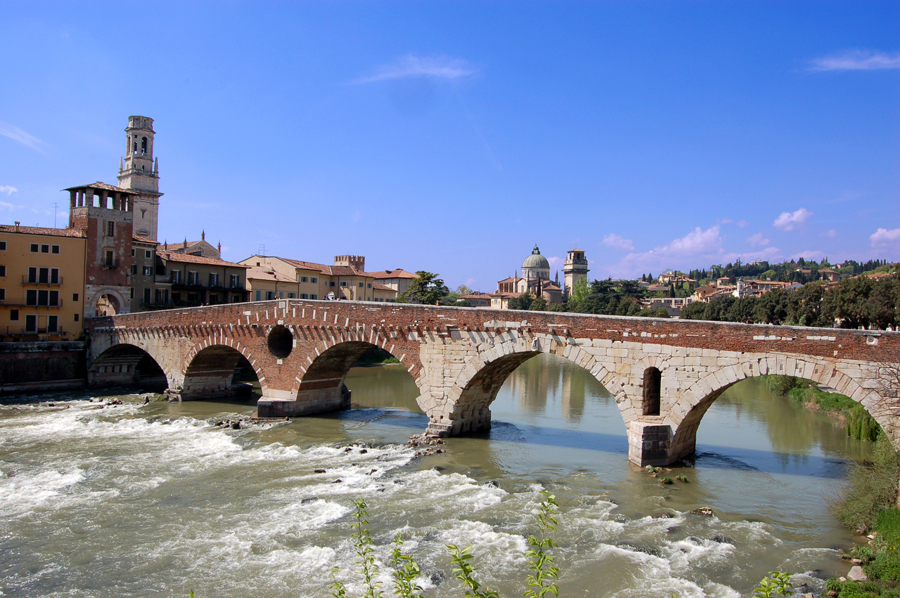
피에트라 교

피에트라 교(이탈리아어: Ponte Pietra)는 이탈리아 베로나 아디제강 위에 있는 다리이다. 이 다리는 기원전 100년에 완공되었으며 베로나에서 가장 오래된 다리이다.